# Artur Elmer
Artur Elmer (* 29. Mai 1939 in Aalen) ist ein deutscher  Kunsterzieher und Kunstsammler. Er war seit dessen Gründung im Jahr 1983 bis zum Jahr 2021 erster Vorsitzender des Kunstvereins Aalen.

## Leben und Werk
Elmer arbeitete lange Jahre als Lehrer für Kunsterziehung am  Theodor-Heuss-Gymnasium in Aalen.
Das Werk von Elmer wurde seit den sechziger Jahren in Einzel- und Gruppenausstellungen gezeigt. Im Jahr 2007 war dem Maler eine große Werkschau in der ARTCO Galerie in Herzogenrath mit dem Titel: Verwandlungen – neue Bilder des Aalener Künstlers gewidmet. Sein aktuelles künstlerisches Schaffen wurde 2014 im Rahmen von Einzelausstellungen im Museum der Phantasie (Buchheim-Museum) in Bernried am Starnberger See und im Kunstverein Heidenheim gewürdigt.
Elmer unterhielt viele Jahre Kontakt zu dem Maler, Autor und Kunstsammler Lothar-Günther Buchheim. Darüber hinaus pflegt er enge Beziehungen zu Künstlern insbesondere auch aus dem  afrikanischen und dem  indischen Kulturkreis.
Im Jahr 2021 gründete er mit seiner Frau Heidrun die Elmer-Stiftung, in welche sie eine umfassende Kunstsammlung mit den Schwerpunkten Altes und Neues Afrika, Indien einschließlich Nepal sowie Alt-Amerika einbrachten. Elmer fungiert als einer von vier Vorständen der nach ihm benannten
Stiftung.

## Einzelausstellungen (Auswahl)
- Verwandlungen, ARTCO Galerie Herzogenrath (21. April – 11. Juni 2007)
- Augenlust und Verwandlung, Kunstverein Aalen (21. Juni – 19. Juli 2009)
- Ich seh etwas was Du nicht siehst, Museum der Phantasie Bernried (29. Mai – 21. September 2014)
- Zeitenwandel, Kunstverein Heidenheim (8. November – 19. Dezember 2014)
- Artur Elmer: Eine Retrospektive, Kunstverein Aalen (1. April – 30. April 2023)